# Селезнівка (Конотопський район)
Селезні́вка — село в Україні, в Путивльському районі Сумської області. Населення становить 67 осіб. До 2018 орган місцевого самоврядування — Сафонівська сільська рада.

## Географія
Село Селезнівка знаходиться на відстані 1 км від правого берега річки Сейм, примикає до міста Путивль, на відстані 1 км розташовані села Пруди та Чорнобривкине. Поруч проходить автомобільна дорога Т 1914.

## Історія
12 червня 2020 року, відповідно до розпорядження Кабінету Міністрів України № 723-р «Про визначення адміністративних центрів та затвердження територій територіальних громад Сумської області», село увійшло до складу Путивльської міської громади.
19 липня 2020 року, в результаті адміністративно-територіальної реформи та ліквідації Путивльського району, увійшло до складу новоутвореного Конотопського району.

## Населення
Згідно з переписом УРСР 1989 року чисельність наявного населення села становила 80 осіб, з яких 33 чоловіки та 47 жінок.
За переписом населення України 2001 року в селі мешкало 68 осіб.

### Мова
Розподіл населення за рідною мовою за даними перепису 2001 року:
| Мова       | Чисельність | Відсоток |
| ---------- | ----------- | -------- |
| українська | 62          | 92,54%   |
| російська  | 4           | 5,97%    |
| болгарська | 1           | 1,49%    |
| Усього     | 67          | 100%     |